# Liste des plus hauts gratte-ciel de Rotterdam

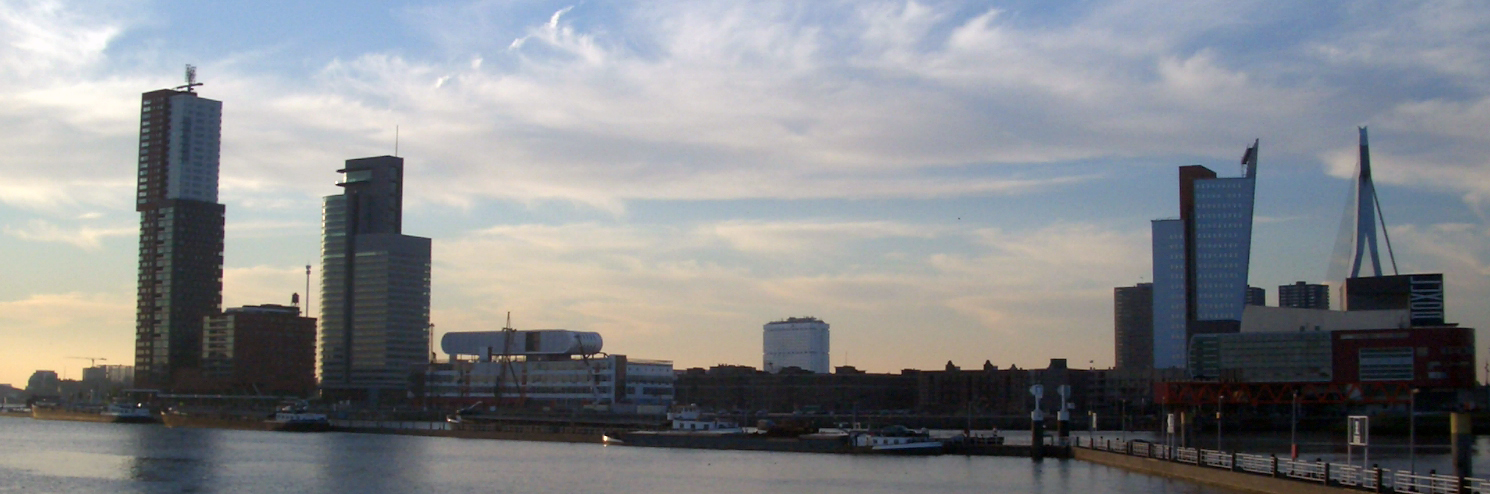
Le panorama urbain de Rotterdam

Voici la liste des plus hauts gratte-ciel de Rotterdam (Pays-Bas). Depuis la construction de la tour de la faculté de médecine en 1969 (Erasmus MC Faculteitsgebouw), une vingtaine d'immeubles de plus 100 mètres de hauteur ont été construits à Rotterdam, quasiment tous depuis les années 1990.

## Bâtiments duXIXesiècle
- Witte Huis

## Bâtiments duXXesiècleet débutXXIesiècle
Ce tableau liste les immeubles de Rotterdam de plus de 70 mètres de hauteur :
| Rang | Nom                                      | Année | Hauteur | Étages | Image                                          |
| ---- | ---------------------------------------- | ----- | ------- | ------ | ---------------------------------------------- |
| 1    | Zalmhaventoren                           | 2022  | 215     | 61     |                                                |
| 2    | Tour de la Meuse                         | 2009  | 164 m   | 44     |                                                |
| 3    | Tour New Orleans                         | 2010  | 158 m   | 45     |                                                |
| 4    | Gebouw Delftse Poort                     | 1992  | 151 m   | 41     |                                                |
| 5    | De Rotterdam                             | 2013  | 149 m   | 44     |                                                |
| 6    | Tour Montevideo                          | 2005  | 139 m   | 43     |                                                |
| 7    | Tour du Millénaire                       | 2000  | 131 m   | 34     |                                                |
| 8    | FIRST Rotterdam (nl)                     | 2015  | 128 m   | 31     |                                                |
| 9    | The Red Apple                            | 2009  | 127 m   | 40     |                                                |
| 10   | World Port Center                        | 2001  | 123 m   | 32     |                                                |
| 11   | Centre médical Érasme (nouveau bâtiment) | 2012  | 120 m   | 30     |                                                |
| 12   | Centre médical Érasme                    | 1969  | 114 m   | 27     | Sur image ci-dessus, le gratte-ciel de gauche. |
| 13   | Waterstadtoren                           | 2004  | 109 m   | 35     |                                                |
| 14   | Blaak Office Tower                       | 1996  | 107 m   | 30     |                                                |
| 15   | Up:Town                                  | 2019  | 107 m   | 34     |                                                |
| 16   | Tour Weena                               | 1990  | 106 m   | 31     |                                                |
| 17   | De Coopvaert                             | 2006  | 106 m   | 31     |                                                |
| 18   | 100 Hoog                                 | 2013  | 105 m   |        |                                                |
| 19   | Tour Weenacenter (nl)                    | 1990  | 104 m   | 32     |                                                |
| 20   | De Hoge Heren I                          | 2000  | 102 m   | 34     |                                                |
| 21   | De Hoge Heren II                         | 2000  | 102 m   | 34     | (image ci-dessus)                              |
| 22   | Tour Schieland                           | 1996  | 101 m   | 33     |                                                |
| 23   | Oosterbaken                              | 2007  | 99 m    | 33     |                                                |
| 24   | Tour Pégase ('Pegasustoren')             | 2002  | 98 m    | 32     |                                                |
| 25   | Tour KPN                                 | 2000  | 96 m    | 23     |                                                |
| 26   | Hofpoort                                 | 1976  | 95 m    | 27     |                                                |
| 27   | Tour Robeco                              | 1991  | 95 m    | 22     |                                                |
| 28   | Harbour Village Rotterdam I              | 2003  | 85 m    | 28     |                                                |
| 29   | Harbour Village Rotterdam II             | 2003  | 70 m    | 24     |                                                |

## Bâtiments en projet ou en construction
| Nom                 | Hauteur (m) | Statut          | Date de livraison prévue |
| ------------------- | ----------- | --------------- | ------------------------ |
| Schiekadeblok       | 220         | Projet          | Inconnue                 |
| Dutch Windwheel     | 172         | Projet          | 2025                     |
| The Sax (La Havane) | 154         | Projet          | 2020                     |
| Tour du Cool        | 150         | En construction | 2018                     |
| Tour du Baan        | 150         | Projet          | 2019                     |
| The Terraced Tower  | 110         | Projet          | 2019                     |
| Boompjes 60-68      | 110         | Projet          | 2019                     |